# جی رابینسون
جی رابینسون (انگلیسی: Jay Robinson; ۱۴ آوریل ۱۹۳۰ – ۲۷ سپتامبر ۲۰۱۳) یک هنرپیشه اهل ایالات متحده آمریکا بود.
او در فیلم شریک بازی کرده‌است.